# Nikanor (Sohn des Patroklos)
Nikanor (altgriechisch Νικάνωρ Nikánōr) war Sohn des Patroklos. Er war ein enger Freund des Seleukidenherrschers Antiochos IV.
Von diesem wurde er 167 v. Chr. (?) damit beauftragt, dem Wunsch der Samariter nachzukommen, ihren Tempel dem Zeus Hellenios zu weihen. In den Jahren 166/165 v. Chr. war er von Lysias zusammen mit Gorgias mit der Niederschlagung des Makkabäeraufstandes beauftragt. Jedoch unterlag er in der Schlacht bei Emmaus.
Möglicherweise ist er identisch mit einem anderen Nikanor, zumindest sind Überschneidungen oder falsche Zuweisungen in beiden Biografien möglich.